# Neoathyreus planatus
Neoathyreus planatus es una especie de coleóptero de la familia Geotrupidae.

## Distribución geográfica
Habita en Nicaragua y Costa Rica.